# ウチュル川
ウチュル川（ウチュルがわ、Uchur、ロシア語: Учур）は、ロシア・シベリア東部を流れる川である。アルダン川の右支流で、レナ川水系に属する。ハバロフスク地方に発し西のサハ共和国へと流れ、南からレナ川に合流する。
11月には氷結し、5月には氷が解ける。アルダン高地やスタノヴォイ山脈方面からの支流を多く集めるが、主なものにはウヤン川（Uyan）、ティルカン川（Tyrkan）、ゴナム川（Gonam）、ギニム川（Gynym）などがある。